# 最高峰クラス (オートバイ)
最高峰クラス（さいこうほう　くらす）とは、排気量別でチャンピオンが争われるシリーズ戦の最大排気量のクラスを指す。ロードレース世界選手権では「MotoGP」クラス、全日本ロードレース選手権では「JSB1000（JAPAN SUPER　BIKE 1000）」クラスとなり、いずれも他のクラスと比べて最高時速や平均時速が最も速い車両となっている。

## ロードレース世界選手権

### 予選最高速度の比較
2010年4月10日ロードレース世界選手権カタールGP（ロサイル）公式予選における各クラスのポールシッターが記録した最高速度を比較すると次のとおりである。
| クラス | 排気量           | 最高速度  | 選手                 | 車両       |
| ------ | ---------------- | --------- | -------------------- | ---------- |
| MotoGP | 4ストローク800cc | 329.1km/h | ケーシー・ストーナー | ドゥカティ |
| Moto2  | 4ストローク600cc | 270.1km/h | トニ・エリアス       | モリワキ   |
| 125cc  | 単気筒125cc      | 223.4km/h | マルク・マルケス     | デルビ     |

### 過去の最高峰クラス
- 2002年から2006年 - MotoGP（2ストローク500cc以下、4ストローク990cc以下）
- 1949年から2001年 - 500cc（2ストーク、4ストロークとも500cc以下）

## 全日本ロードレース選手権

### 予選平均速度の比較
2010年4月3日、全日本ロードレース選手権筑波大会公式予選における各クラスのポールシッターが記録した平均速度は次のとおりである。
| クラス  | 排気量                                                         | 最高速度    | 選手     | 車両       |
| ------- | -------------------------------------------------------------- | ----------- | -------- | ---------- |
| JSB1000 | 4ストローク 4気筒:600-1000cc 3気筒:750-1000cc 2気筒:850-1200cc | 132.851km/h | 亀谷長純 | ホンダ     |
| J-GP2   | 4ストローク600cc                                               | 128.187km/h | 小西良輝 | ホンダ     |
| J-GP3   | 単気筒125cc                                                    | 122.389km/h | 鎌田悟   | ホンダ     |
| ST600   | 4ストローク 4気筒:401-600cc 2気筒600-750cc                     | 127.964km/h | 新垣敏之 | ヤマハ     |
| GP-MONO | 4ストローク単気筒250cc                                         | 121.473km/h | 小室旭   | ハルクプロ |